# A.D. Vision

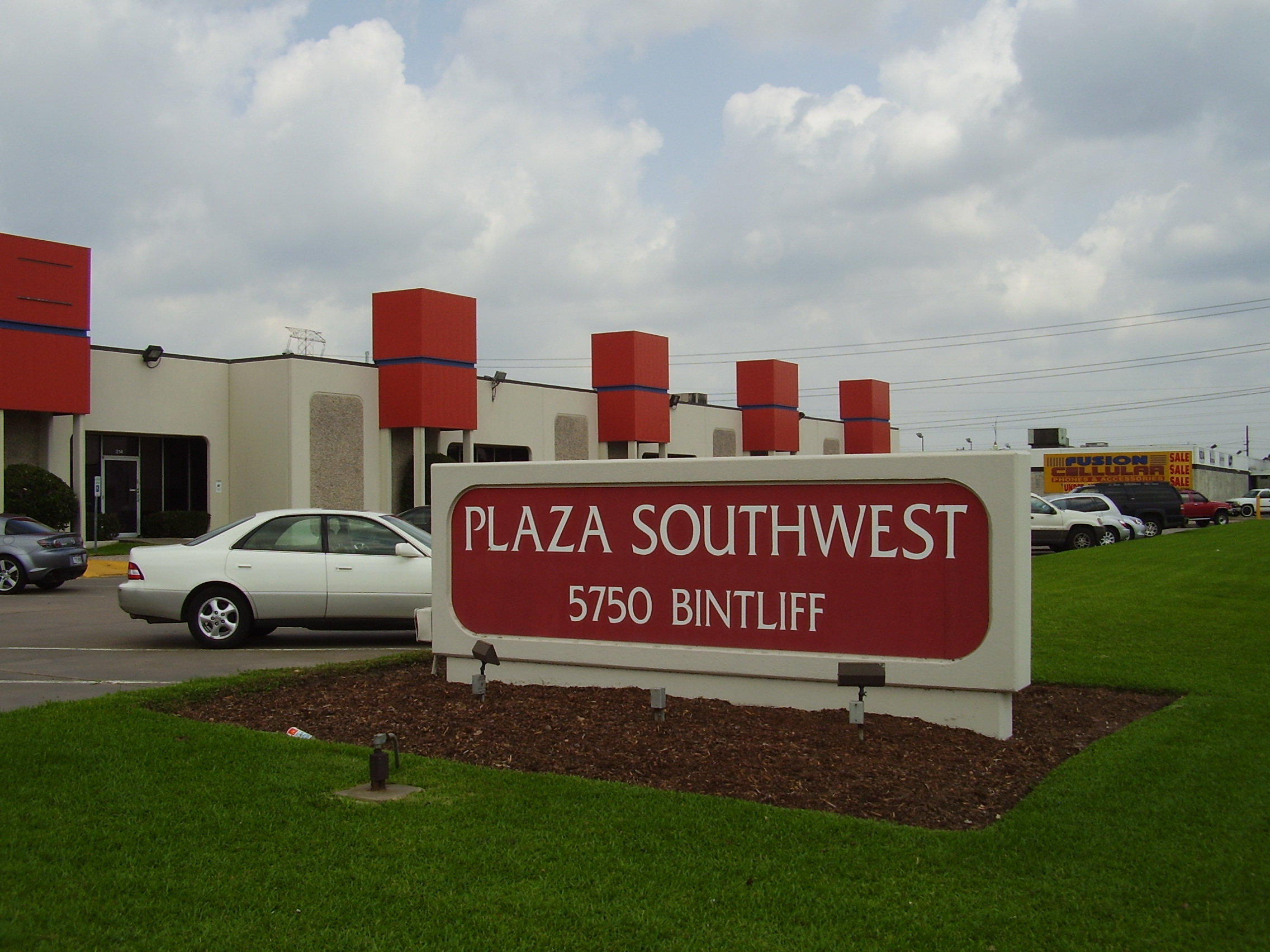
Plaza Southwest tenía la sede del A.D. Vision.

A. D. Vision (comúnmente como ADV) fue una compañía internacional de entretenimiento multimedia con sede en Houston, Texas. La compañía se encarga principalmente de la producción y distribución de videos, la televisión abierta, la distribución de películas en salas de cine, merchandising, producciones originales, la revista y la publicación de libros de historietas. Se trata de la mayor empresa de anime en América del Norte. Fue fundada en 1992 por John Ledford y Matt Greenfield. Desde entonces, la empresa ha crecido enormemente en tamaño y diversificada con varias sociedades filiales, la tramitación de una serie de propiedad y contenido original. Su más popular serie de anime es de Gainax, Neon Genesis Evangelion, originalmente publicado por ADV en los EE. UU. en 1997 y de nuevo en libertad en varias ocasiones desde entonces. La empresa tiene oficinas en América del Norte, Europa y Asia.
El "AD" en el título significa "Animación Doblaje", aunque los representantes de la empresa se sabe, en broma, que se trata de un secreto muy bien guardado.

## Historia
A.D. Visión fue fundada en 1992 por John Ledford y Matt Greenfield. 
Sojitz de Japón anunció que Japón Contenido Inversiones (JCI), un grupo de inversión dirigido por Sojitz, Banco de Desarrollo del Japón, y la compañía de distribución de cine KlockWorx, contribuirá a AD Vision dinero, a cambio de la equidad en la empresa. El fundador de ADV, John Ledford seguirá siendo el accionista mayoritario y director general. JCI subsidiarios ARM también contribuirá ADV dinero para utilizar en la adquisición de nuevas licencias de distribución. La inversión permitirá a ADV Films para aumentar su producción de los nuevos títulos de anime, que había descendido en 2006, de vuelta a los niveles anteriores o superiores. A cambio, ADV ayudará Sojitz con la adquisición de los animes de América del Norte y de los contenidos europeos a la importación en Japón. Según ADV, que también informa, tienen "grandes planes" para su línea de manga.

## Distribución de Geneon propiedades
En agosto de 2007, se envió una notificación a los minoristas de las acciones en las que se indica que ADV Films se toma más en serio de la distribución, de marketing y de ventas de Geneon propiedades en los EE. UU. desde el 1 de octubre. En preparación, Geneon de EE. UU. canceló a la mayoría de las ventas de su división, sin embargo, en septiembre el acuerdo de distribución se canceló. Dentsu confirmó que el acuerdo de distribución se canceló a través de un comunicado de prensa el 21 de septiembre de 2007, sin razones expuestas, salvo que se Geneon y ADV "no se puede llegar a un acuerdo mutuo".

## Divisiones

### ADV Films
ADV Films era la rama de publicación de vídeos domésticos de A.D. Vision, que tenía su sede en Houston (Texas), y se especializaba en la publicación de vídeos de tokusatsu y anime, así como en otros materiales de acción en vivo. En 1996, ADV Films abrió su división en el Reino Unido y se diversificó en el ámbito de las series de televisión de acción real y las películas japonesas. 
El primer título de licenciado y ser puesto en libertad a video fue Devil Hunter Yohko. Ellos fueron los primeros de América del Norte licenciante de anime a utilizar todos-de vídeo digital y el dominio de la transferencia (específicamente D2 cinta de vídeo digital), y pronto comenzó a adquirir una gran biblioteca de títulos. Inicialmente, fueron puestos en libertad a los títulos de video con la pista original de idioma japonés y subtítulos en inglés que añadió después. Unos años más tarde, comenzaron las emisiones al doblaje Inglés utilizando su propia voz los actores. ADV comenzó utilizando un estudio de producción cerca de sus instalaciones de grabación, pero después de unos pocos años tenían la posibilidad de abrir sus propias instalaciones de producción y grabación en Houston, así como un segundo estudio en Austin, Texas. Los estudios fueron nombrados Industrial Smoke & Mirrors (IS & M) y Monster Island, respectivamente. Monster Island cerró definitivamente a principios de 2005 y ES & M fue conocido simplemente como ADV Studios. En años más recientes, ADV ha producido también dubs japonés de las películas de acción en vivo, así como realizar alguna labor con el video de la industria de los videojuegos. 
ADV Films ofreció un programa llamado Anime ADVocates, que prevé la libre selección de material de promoción y otras de contenido anime a casi 3000 clubes en América del Norte 
Para calificar para el programa, el club tuvo que ser patrocinado por un local de la escuela secundaria, universidad, o la biblioteca pública y tener por lo menos 10 miembros. Miembro de los clubes también se les pidió a participar en encuestas sobre el contenido que reciben. Sin embargo, en noviembre de 2007, ADV Films poner el programa en pausa, y luego el 18 de enero de 2008 ADV Films anuncia que el programa se suspendió indefinidamente debido a la Cantidad de recursos que el programa necesitaba. Ellos, sin embargo, continuarán ofreciendo animes a las empresas que tengan permiso para transmitir sus títulos.

### ADV Manga
ADV Manga fue la división para la concesión de licencias y distribución traducidas en inglés de manga japonés. La división se puso en marcha en 2003, con una fuerte lista de los títulos y un ambicioso plan de crecimiento dentro del mercado de manga de EE. UU. Sin embargo, ADV Manga ha cancelado muchos de sus títulos a finales de 2004 y 2005. A finales de 2005, que inició una ampliación de la escala de más atrás liberación, concentrándose en libertad mensual de unos pocos títulos, así como la liberación de varios disparos de un aclamado. En 2006 y 2007 se reanuda la liberación de varios títulos populares que se han de hiato, incluyendo Yotsuba &! Y Gunslinger Girl. 
En la Anime Expo 2006, el manga de la editorial Tokyopop anunció que había obtenido las licencias para tres títulos anteriormente con licencia por ADV que se habían cancelado: Aria, tácticas y pacificador Kurogane.